# Horst Eckel
Horst Eckel (Vogelbach, 1932. február 8. – 2021. december 3.) nyugatnémet válogatott világbajnok német labdarúgó, fedezet. Az 1954-es labdarúgó-világbajnokság döntőjében pályára lépők közül az utolsó élő személy.

## Pályafutása

### Klubcsapatban
Az SC Vogelbach csapatában kezdte a labdarúgást. 1949–1960 között az 1. FC Kaiserslautern játékosa volt. Ezt követően az SV Röchling Völklingen csapatában szerepelt 1966-ig, amikor visszavonult az aktív labdarúgástól.

### A válogatottban
1952–1958 között 32 alkalommal szerepelt a nyugatnémet válogatottban. Tagja volt az 1954-es világbajnok csapatnak. Részt vett az 1958-as világbajnokságon is.

## Sikerei, díjai
NSZK
- Világbajnokság
  - világbajnok: 1954, Svájc
  - 4.: 1958, Svédország

 1. FC Kaiserslautern
- Nyugatnémet bajnokság
  - bajnok: 1951, 1953